# Аурикулярия (род грибов)
Аурикуля́рия, также аурикулария (лат. Auricularia) — род базидиомицетовых грибов, входящий в семейство Аурикуляриевые (Auriculariaceae).

## Описание
Плодовые тела шляпковидные до почти распростёртых с отгибом. Шляпка (если есть) уховидная, чашевидная или дисковидная. Внешняя поверхность стерильная, покрытая волосками различной длины. Внутренняя поверхность спороносная — гименофор, гладкая или ребристо-крупнопористая.
Пробазидии четырёхклеточные, с септами, с 3—4 стеригмами, цилиндрические до булавовидных. Споры цилиндрические, нередко изогнутые, неокрашенные, неамилоидные.

## Экология
Сапротрофы гниющей древесины. Изредка отмечаются случаи паразитизма на живой древесине.

## Таксономия

### Виды
В России известны следующие виды:
- Auricularia auricula-judae (Bull.) J.Schröt. — Аурикулярия уховидная
- Auricularia cornea Ehrenb. — Аурикулярия роговая
- Auricularia delicata (Fr.) Henn. — Аурикулярия нежная
- Auricularia fuscosuccinea (Mont.) Farl. — Аурикулярия розовая
- Auricularia mesenterica (Dicks.) Pers., 1822 — Аурикулярия плёнчатая
- Auricularia polytricha (Mont.) Sacc. — Аурикулярия густоволосистая